# Meliton Antonovič Balančivadze
Meliton Antonovič Balančivadze (gruzínsky მელიტონ ანტონის ძე ბალანჩივაძე; 24. prosince 1862 Banodža – 21. prosince 1937 Kutaisi) byl gruzínský hudební skladatel, otec choreografa George Balanchina a hudebního skladatele Andreje Melitonoviče Balančivadzeho.

## Život
Narodil se ve vesnici blízko Kutaisi jako syn kněze. Studoval v semináři a zpíval ve sboru. V roce 1880 vstoupil do sboru Operního divadla Tbilisi jako baryton. Od roku 1889 studoval na petrohradské konzervatoři nejprve zpěv a pak kompozici. V letech 1895–1917 organizoval sbory s gruzínskou hudbou (v Rusku, Ukrajině, Polsku, pobaltských státech). V roce 1918 založil v Kutaisi hudební školu.
Je autorem první gruzínské opery Lstivá Daredšan. V roce 1899 publikoval článek O gruzínském národním světském zpěvu. Je považován za zakladatele gruzínské skladatelské školy.